# 池上重輔
池上 重輔（いけがみ じゅうすけ）は、日本の経営学者。早稲田大学大学院経営管理研究科教授。学位は、経営学修士（ケンブリッジ大学）、経営学博士（一橋大学）。

## 来歴
北海道札幌南高等学校を経て、早稲田大学商学部卒業、英国ケンブリッジ大学ジャッジ・ビジネススクール経営学修士（MBA）、英国シェフィールド大学国際関係論修士、英国ケント大学国際政治学修士。2015年一橋大学大学院国際企業戦略研究科より経営学博士（DBA）を取得。主査阿久津聡教授。
ボストン・コンサルティング・グループ、MARS Japanブランドマネジャー、ゼネラル・エレクトリック欧州部門プロダクトマネジャー、ソフトバンクECホールディングス新規事業統括部ディレクター、ニッセイ・キャピタル・チーフ・ベンチャー・キャピタリスト、早稲田大学大学院商学研究科客員助教授等を経て、2015年東洋インキSCホールディングス監査役。2017年早稲田大学大学院経営管理研究科教授。2022年東洋インキSCホールディングス取締役。2023年東洋インキSCホールディングス顧問。

## 著書
- 『わかる!MBA』PHP文庫 (2004/4/1)
- （安部義彦と共著）『日本のブルー・オーシャン戦略 10年続く優位性を築く』ファーストプレス (2008/9/20)
- 『マーケティングの実践教科書』日本能率協会マネジメントセンター(2007/11/30)
- 『MBAの基本が面白いほどわかる本』KADOKAWA/中経出版 (2012/12/25)